# Prakšická hrušeň
Prakšická hrušeň, nazývaná také Hruška za kostelem v Prakšicích, či místními Planuše, je památný strom, který roste u kostela Krista Krále v obci Prakšice v okrese Uherské Hradiště ve Zlínském kraji v Prakšické pahorkatině a na Slovácku.

## Popis a historie stromu
Nápadné boulovité zárosty ve spodní části kmene této hrušně obecné (hrušeň polnička, latinsky Pyrus communis L.), jsou připomínkou na výrazné poškození stromu. V roce 1945, na konci druhé světové války, se na věži prakšického kostela Krista krále usadil vojenský odstřelovač. V následné potyčce byla během bojů zničena věž kostela a do kmene hrušně se zarylo velké množství střepin. V průběhu času tyto rány zarostly. V roce 2004 byla hrušeň vyhlášena za památnou. Dle stavu z roku 2022 lze strom popsat jako ošetřený ořezaný kmen s prasklinami, který znovu obrůstá.
| Obvod kmene:    | 3,52 m                                     |
| Výška stromu:   | 15 m                                       |
| Ochranné pásmo  | kruh o poloměru 5 m měřený od středu kmene |
| Datum vyhlášení | 1. března 2004                             |

## Galerie

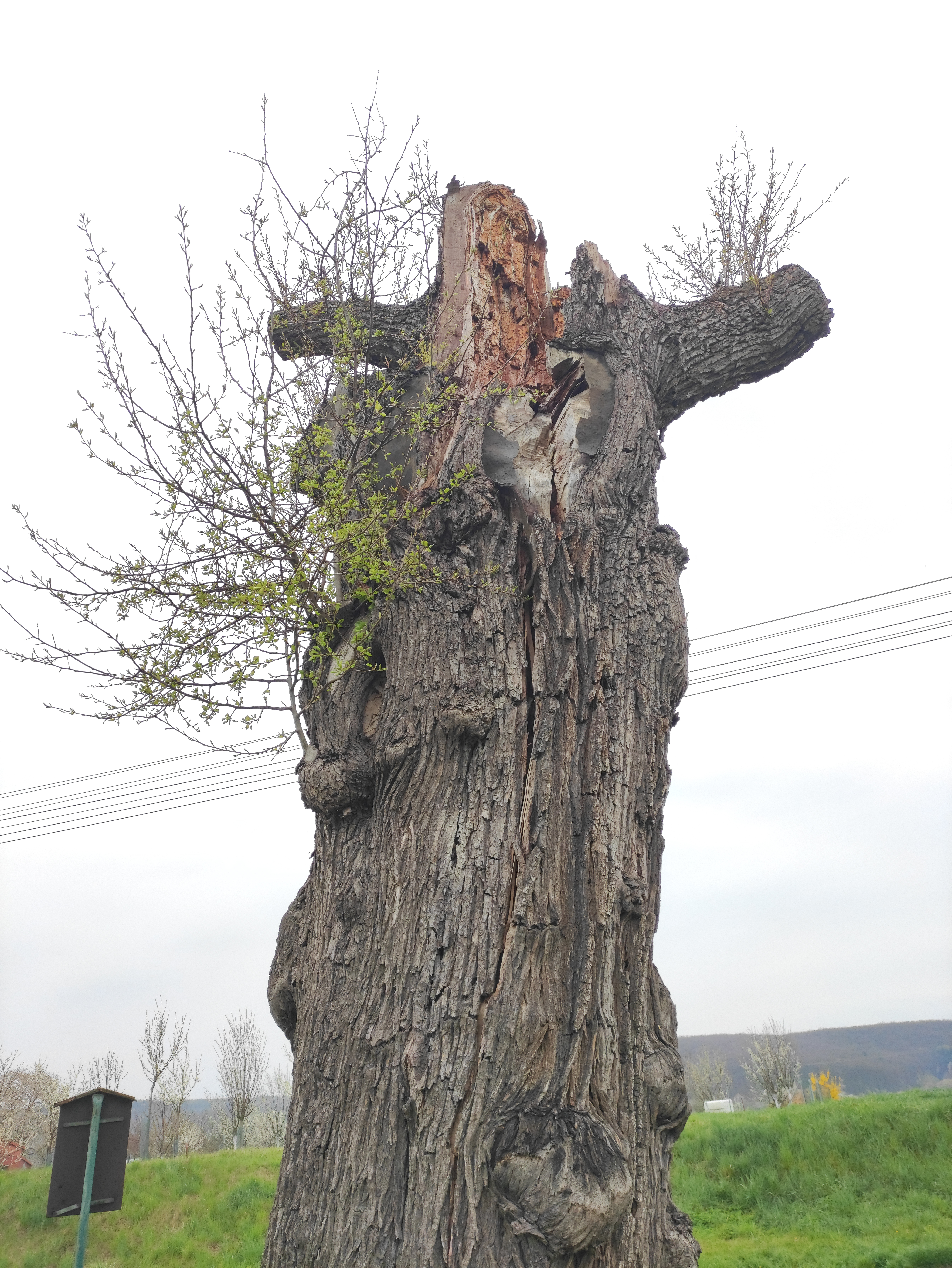
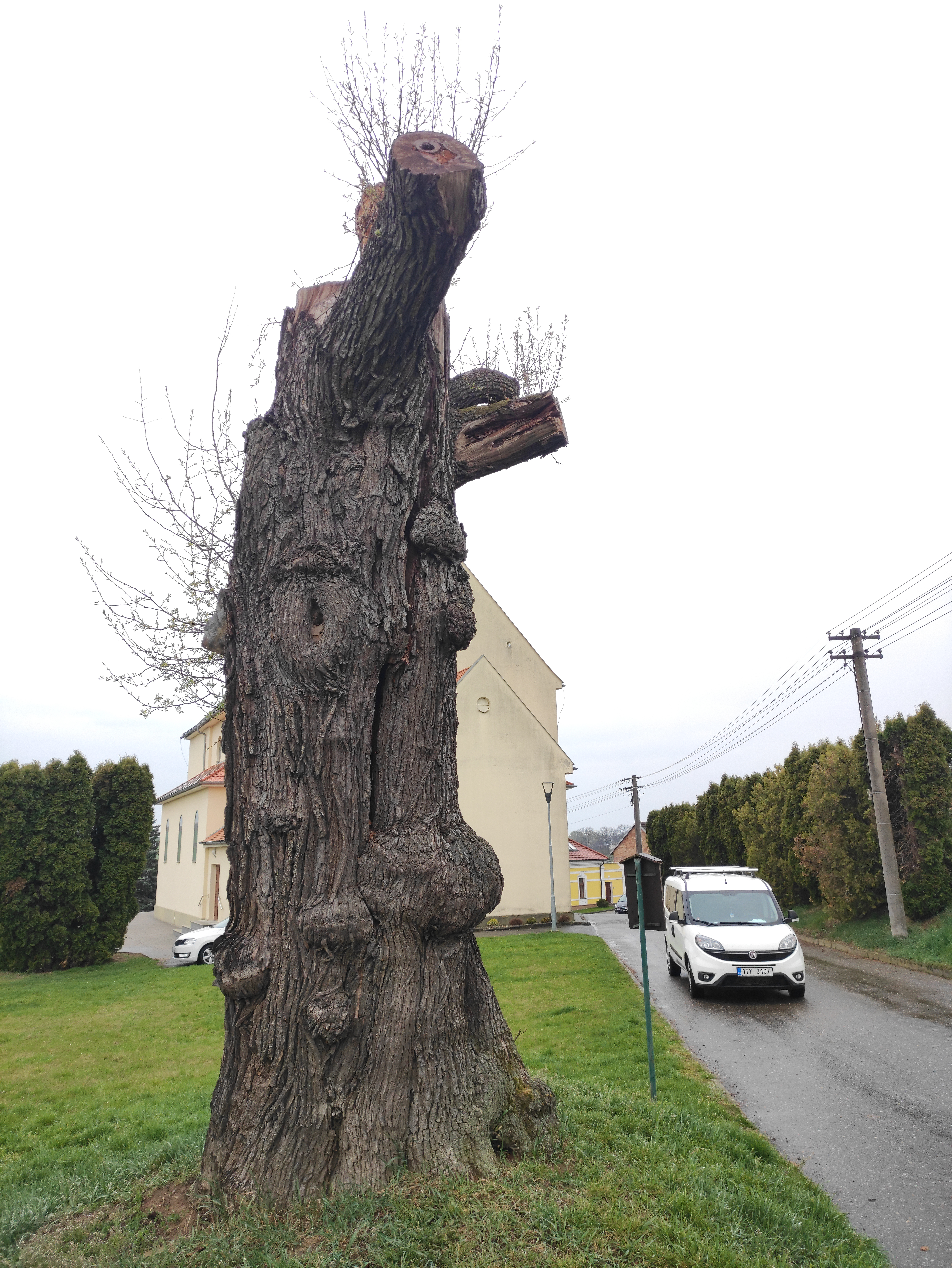